# Люмьер и компания
«Люмьер и компания» (фр. Lumière et compagnie) — коллективный документальный фильм, снятый в 1995 году группой из сорока режиссёров.

## О фильме
В столетний юбилей кино стартовал проект «Люмьер и компания»: сорока режиссёрам с мировыми именами предложили снять киноролики, используя камеру братьев Люмьер — ту самую, запечатлевшую прибытие поезда. Главное условие: киноролик должен длиться не более 52 секунд — времени демонстрации первого в мире фильма.
Режиссёром кинематографического эксперимента стала фотограф Сара Мун. Историческая кинокамера братьев Люмьер была на время съёмок позаимствована из парижского Музея кино. Андрей Кончаловский был удивлён тем, что аппарат до сих пор работает, а Спайк Ли понял, что работал с оригиналом уникальной камеры лишь после того, как съёмка была закончена. Большинство режиссёров снимали короткие зарисовки или рекламные ролики, за исключением Дэвида Линча, вместившего в 50 секунд полноценный фильм с героями, сюжетом и развязкой.
Результатом работы стал фильм, состоящий из сорока роликов, каждый из которых сопровождался комментариями режиссёров. Несмотря на отсутствие цвета и синхронизированного звука, как в оригинальных фильмах Люмьеров, мини-фильмы современных авторов содержали монтажные склейки или перемещения камеры.

## Режиссёры
- Тео Ангелопулос
- Висенте Аранда
- Джон Бурмен
- Юсеф Шахин
- Ален Корно
- Коста-Гаврас
- Раймон Депардон
- Франсис Жиро
- Питер Гринуэй
- Лассе Халльстрём
- Хью Хадсон
- Каборе, Гастон
- Аббас Киаростами
- Седрик Клапиш
- Андрей Кончаловский
- Спайк Ли
- Клод Лелуш
- Бигас Луна
- Сара Мун
- Артур Пенн
- Люсьен Пентилье
- Хельма Сандерс-Брамс
- Джерри Шацберг
- Надин Трентиньян
- Фернандо Труэба
- Лив Ульман
- Жако Ван Дормаль
- Режис Варнье
- Вим Вендерс
- Ёсисигэ Ёсида
- Чжан Имоу
- Мерзак Аллуаш
- Габриэль Аксель
- Михаэль Ханеке
- Джеймс Айвори
- Патрис Леконт
- Дэвид Линч
- Исмаил Мерчант
- Клод Миллер
- Идрисса Уэдраого
- Жак Риветт